# Philodendron tortum
Philodendron tortum är en kallaväxtart som beskrevs av M.L.Soares och Simon Joseph Mayo. Philodendron tortum ingår i släktet Philodendron och familjen kallaväxter. Inga underarter finns listade.